# În fiecare zi Dumnezeu ne sărută pe gură
În fiecare zi Dumnezeu ne sărută pe gură este un film românesc din 2001 scris și regizat de Sinișa Dragin după o povestire de Ioan Cărmăzan. Rolurile principale au fost interpretate de actorii Ana Ciontea, Dan Condurache și Horațiu Mălăele. Este produs de Dinu Tănase.

## Distribuție
- Dan Condurache ca Dumitru
- Ana Ciontea ca soția lui Dumitru
- Antoaneta Zaharia
- Horațiu Mălăele ca milițian
- Dan Aștilean ca fratele lui Dumitru
- Valer Dellakeza
- Cristina Tacoi
- Carmen Ungureanu
- Mirela Gorea
- George Alexandru
- Alexandru Bindea
- Tania Popa
- Elena Alexe
- Vicențiu Baniasz
- Mihai Brătilă
- Nicolae Bunea
- George Buznea
- Gabriel Costea
- Gheorghe Crăciunescu
- Dobre Crăciun
- Constantin Drăgănescu
- Elena Drăghici
- Mihail Dumitrescu
- Constantin Fărâmiță
- Constantin Ghiniță
- Doinița Ghițescu
- Marius Goicea
- Dobrin Grigorescu
- Carol Gruber
- Anica Gruianu
- Dumitru Haralambie
- Gheorghe Iorgu
- Bogdan Lazăr
- Gheorghe Lazăr
- Oliga Lemne
- Adrian Lepădatu
- Alexandrina Marcu
- Aurel Marin
- Constantin Nanciu
- Vasile Nistor
- Orodel Olaru
- Constantin Olteanu
- Constantin Paizan
- Papil Panduru
- Ion Parea
- Adrian Pavlovschi
- Dragoș Pârvulescu
- Gheorghe Pescaru
- Cosmin Șofron ca hoțul
- Gabriel Spahiu ca jucătorul
- Marian Stan
- Bogdan State
- Dumitru Suchel
- Valentin Tane
- Ion Tănase
- Valeriu Tomescu
- Andrei Voicu
- Viorica Vatamanu
- Radu Zetu

## Primire
Filmul a fost vizionat de 2.371 de spectatori în cinematografele din România, după cum atestă o situație a numărului de spectatori înregistrat de filmele românești de la data premierei și până la data de 31 decembrie 2014 alcătuită de Centrul Național al Cinematografiei.

### Premii
- 2000-2001 - UCIN - Premiile pentru regie, scenografie, montaj și sunet
- 2001 - Cairo - Premiul "Piramida de argint"
- 2002 - Rotterdam - "Tiger Award"
- 2002 - Torino - Premiul pentru regie
- 2002 - Belgrad - Premiul pentru cel mai bun film de autor și Premiul special al juriului pentru imagine
- 2002 - Bratislava - Premiul pentru interpretare masculină (Dan Condurache)